# Epieurybrachys eurybrachidis
Epieurybrachys eurybrachidis är en fjärilsart som beskrevs av Fletcher 1920. Epieurybrachys eurybrachidis ingår i släktet Epieurybrachys och familjen Epipyropidae. Inga underarter finns listade i Catalogue of Life.